# Toole megye
Toole megye az Amerikai Egyesült Államokban, azon belül Montana államban található. Megyeszékhelye és legnagyobb városa Shelby. Lakosainak száma 4971 fő (2020. április 1.).

## Szomszédos megyék
- County of Warner No. 5 (észak)
- County of Forty Mile No. 8 (északkelet)
- Liberty megye (kelet)
- Pondera megye (dél)
- Glacier megye (nyugat)

## Népesség
A megye népességének változása:
| Lakosok száma | 5341 | 5170 | 5224 | 5138 | 5087 | 4971 |
|               | 2010 | 2011 | 2012 | 2013 | 2015 | 2020 |